# Tibor Kováč
Tibor Kováč (4. prosince 1919 – 27. dubna 2003) byl slovenský fotbalový záložník a reprezentant.

## Hráčská kariéra
Za války nastupoval ve slovenské lize za AC Svit Batizovce a OAP Bratislava. S bratislavským klubem získal mistrovský titul v sezoně 1942/43.

### Reprezentace
Dvakrát reprezentoval Slovensko, aniž by skóroval. Debutoval 22. listopadu 1942 v Bratislavě, kde domácí prohráli s Německem 2:5 (poločas 0:2). Naposled oblékl reprezentační dres 13. června 1943 v Bukurešti, kde hosté hráli s domácím Rumunskem nerozhodně 2:2.